# StrapatS
StrapatS är ett fansin om levande rollspel/lajv som utkom med 50 nummer, i snitt ett nummer varannan månad 1992-1997. Dessutom gavs 4 st skämtsamma ”april-april”extranummer ut som en bonus till de som var prenumeranter. Chefredaktör och ansvarig utgivare var Jonas Nelson. Nummer 50 hade en upplaga på 600 exemplar och tidningen hade då ca 240 prenumeranter.
Under 1990-talet, innan Internets genombrott som kommunikationsmedel mellan vanliga människor, var fansinet StrapatS och tidningen Fëa Livia de viktigaste kanalerna för intern lajvdebatt och information om vilka lajvarrangemang som planerades. De hade något olika profil och stod i ett visst konkurrensförhållande till varandra om läsekretsen.
StrapatS spelade en viktig roll i debatterna hur kortformen för "levande rollspel" skulle stavas - "live", "Live" eller "lajv". Fansinet förespråkade länge "Live", men den numera etablerade stavningen "lajv" har sina tidigaste skriftliga belägg i StrapatS nr 37 (augusti 1996). 
De första tre numrerna av StrapatS kom ut som subfansin till Gränslandet, ett fansin om postspel.